# Association Grenoble Baseball Softball
Uniformes
L'Association Grenoble Baseball Softball est un club de baseball et de softball situé à Grenoble dans l'Isère. Il est le plus important club de l'isère et de la région Rhône Alpes.
En 2016, il a plus de 141 licenciers en compétition pour 8 équipes et une équipe loisir. Depuis janvier 2014, le club a embauché un Agent de Développement  des sports de battes, Mlle Biteur titulaire d'un brevet d'état d'éducatrice sportive.

## Histoire
Le club est fondé en avril 1985, sous le nom d'Association Grenoble Baseball & Softball, les joueurs étant surnommés Les Crazies Balls. Dès le mois d'octobre l'équipe sénior parvient en finale de la Nationale 2.
En 1993 les joueurs changent de surnom et deviennent les Giants de Grenoble. En 2000 les Giants deviennent les Grizzlys de Grenoble. À partir de 1998, l'équipe Sénior participe à la Nationale 1, puis descend en championnat régional en 2002 pour des raisons budgétaires. En 2004 elle se qualifie pour la Nationale 2 et termine vice-championne en 2005. À partir de 2006, elle évolue en Nationale 1, la deuxième division du championnat français.

## Présidents
- 1985 - 1993: Frédéric Derry.
- 1993 - 1994: Lydia Sakaël.
- 1994 - 1995: Stéphane Peyrin.
- 1995 - 1996: Benoît Capponi.
- 1996 - 1998: Aina Rajhonson.
- 1998 - 2001: Jean-Pierre Monteil.
- 2001 - 2006: Catherine Ivorra.
- 2006 - 2009: Cécile Turchet.
- 2009 - 2011: Virginia Gardner.
- 2012 - 2016: Vincent Costes.

## Les Internationaux baseball
- Thomas Lavergne de 1996 à 2002
- Aurélien Durand
- Luc Didier
- Loïc Patry

## Les Internationaux softball
- Marielle Dugard
- Marie Briand
- Alice Berthet

## Palmarès
- Vice-champion de France de Nationale 2: 1985 et 2005. Séniors Masculin
- Softball féminin Championne de France 2e Division de Softball Féminin 2015
- Softball Féminin 4e championnat France D1er septembre 2016
- Baseball 12U Champion Régional Auvergne Rhône Alpes 2015
- Baseball 12U 4e au championnat de France juin 2015